# Моцарт і Сальєрі (фільм)
«Мо́царт і Сальє́рі» — телефільм за  однойменною оперою Миколи Римського-Корсакова за сюжетом «маленької трагедії» О. С. Пушкіна «Моцарт і Сальєрі».

## Сюжет
Сальєрі занурений у важкі роздуми. Він ремствує, бо «правди на землі нема, та правди й вище теж нема» і згадує свій тернистий життєвий шлях, який розпочався з того, що він «пусті забави рано покинув» та «музиці одній віддався весь». Антоніо згадує моменти, коли творити йому давалося дуже важко. Сальєрі каже, що ніколи не заздрив навіть тим, які були краще за нього, але зараз він болісно заздрить Моцарту, який досягнув вершин не важко працюючи, а просто маючи талант. 
Закінчуючи свій монолог він вигукує: «О Моцарт, Моцарт!» і в цей момент з'являється сам Моцарт, якому здається, що Сальєрі передбачив те, що той завітає, а йому хотілося з'явитися неочікувано, щоб «розважить жартом несподіваним» самого Сальєрі.
Моцарт завітав до Сальєрі, щоб показати своє нове творіння, але по дорозі біля трактиру почув гру старого зі скрипкою, який невміло грав мелодію з опери «Весілля Фігаро». Моцарту така гра здалась дещо смішною і він вирішив продемонструвати Сальєрі гру старого задля забави.
Скрипаль грає арію Церліни з опери «Дон Жуан». Моцарт весело сміється, але Сальєрі не розуміє радості Моцарта і навіть докоряє йому. Він не може зрозуміти чому Моцарту подібне плюндрування високого мистецтва здається комічним. Сальєрі виганяє старого, а Моцарт дає останньому грошей та просить випити за власне здоров'я.
Вирішивши, що Сальєрі зараз без настрою і хоче побути на самоті, Моцарт вже вирішив, що зайде до нього іншим разом, але Сальєрі цікавиться новим творінням колеги. Моцарт каже, що то лише дрібничка, яку він створив, бо не міг спати. Сальєрі наполгає на тому, щоб Моцарт зіграв цей твір. Моцарт спочатку намагається пояснити те, що відчував, створюючи твір, а потім грає.
Сальєрі вразило те, що Моцарт, створивши такий шедевр, був спроможний ще й зупинитися біля трактиру і слухати якогось старого. Сальєрі каже, що Моцарт недостойний самого себе, що цей твір сповнений глибочини, доладності та сміливості. Він називає Моцарта богом, а той, знітившись, каже, що його «божество вже зголодніло». Сальєрі пропонує Моцарту пообідати в трактирі «Золотого Лева». Моцарт радісно зголошується, але ненадовго відлучається, щоб попередити дружину про те, що він не буде обідати дома. Залишившись на самоті, Сальєрі вирішує, що вже не в силах терпіти муки і, що він має зупинити Моцарта, який своєю поведінкою не робить мистецтво кращим. Сальєі вважає, що живий Моцарт є загрозою для мистецтва. Зупинити Моцарта він збирається за допомогою отрути – останнього дару невідомої нам Ізори, який він носить із собою 18 років.
 Моцарт і Сальєрі обідають в трактирі, в окремій кімнаті. Моцарт хмурий. Він розповідає Сальєрі про те, що його турбує Реквієм, який він пише на замовлення анонімної людини в чорному. Моцарту здається, що «чорний чоловік» за ним «скрізь, мов тінь, женеться». Сальєрі. намагається розважити товариша та згадує в розмові про Бомарше, але Моцарт передчуває щось недобре.
Тим часом Сальєрі кидає в склянку Моцарта отруту. Простодушний та наївний Моцарт п'є за здоров'я свого друга, за «щиру спілку, яка єднає Моцарта й Сальєрі, цих двох синів гармонії». Потім сідає за фортепіано та грає частину свого Реквієму.
Розчулений Сальєрі починає плакати. В невеликому аріозо він відкриває свою душу. Він відчуває полегшення, неначе «звершив обов'язок тяжкий, немов одсік ножем цілющим шмат недужий тіла». Моцарт, помічаючи сльози Сальєрі, висловлює бажання, щоб «усі так почували силу гармонії». Але потім різко змінює своб думку щодо цього.
Відчувши слабкість, Моцарт прощається з другом та йде, щоб поспати. Сальєрі, коли товариш пішов, каже, ніби до Моцарта, що той засне надовго. Потім вголос думає над сумісністю геніальності та злочинності.

## У ролях
- Петро Глєбов (вокал — Олександр Пирогов) —  Антоніо Сальєрі
- Інокентій Смоктуновський (вокал — Сергій Лемешев) —  Вольфганг Моцарт
- Арнольд Мільбретс —  сліпий музикант
- Микола Кутузов —  чорна людина

Хор і оркестр Музичного театру ім. Станіславського і Немировича-Данченка, диригент — Самуїл Самосуд.

## Знімальна група
- Режисер — Володимир Горіккер
- Сценарист — Володимир Горіккер
- Оператор — Вадим Масс
- Художник — Улдіс Паузерс
- Композитор — Микола Римський-Корсаков